# Рубче (Львовская область)
Рубче (укр. Рубче) — село в Перемышлянской городской общине Львовского района Львовской области Украины.
Население по переписи 2001 года составляло 5 человек. Почтовый индекс — 81261. Телефонный код — 3263.